# Ivan Petrovič Kavaleridze
Ivan Petrovič Kavaleridze (Romensky Uyezd, 1º aprile / 13 aprile 1887 – Kiev, 3 dicembre 1978) è stato un regista cinematografico e scultore ucraino.

## Filmografia (parziale)

### Regista
- Liven' (1929)[2][3]
- Šturmovye noči (1931)[4]
- Koliivščina (1933)[5]
- Prometej (1936)